# À Nobreza Cristã da Nação Alemã

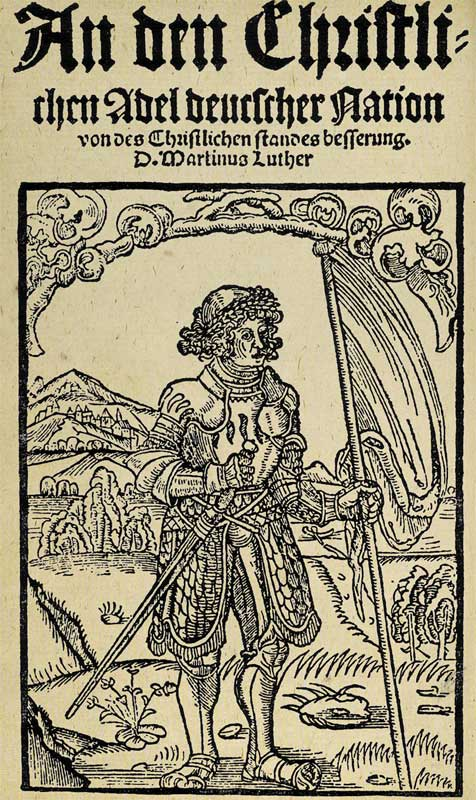
Capa de uma edição de "À Nobreza Cristã da Nação Alemã"

À Nobreza Cristã da Nação Alemã (em alemão:  An den christlichen Adel deutscher Nation) foi o primeiro dos três grandes tratados escritos em língua alemã (e não em latim) por Martinho Lutero em 1520. Nele, Lutero definiu pela primeira vez suas doutrinas centrais do sacerdócio de todos os crentes e dos dois reinos.
Este tratado, que já foi chamado de um "grito do coração do povo" e "um sopro na trombeta da guerra", foi a primeira publicação de Lutero depois de ele próprio ter se convencido de que o rompimento com Roma era inevitável e incontornável. Nele, Lutero atacou o que chamou de "três muros romanistas": (i) que a autoridade secular não tinha jurisdição sobre o clero; (ii) que apenas o papa era capaz de explicar as Escrituras; e (iii) que ninguém além do próprio papa podia convocar um concílio geral da igreja.

## História
A Disputa de Leipzig (1519) colocou Lutero em contato com humanistas, particularmente com Filipe Melanchton, Joahn Reuchlin, Erasmo e aliados do cavaleiro Ulrich von Hutten, que, por sua vez, influenciaram o cavaleiro Franz von Sickingen. Von Sickingen e Silvestre de Schauenburg queriam colocar Lutero sob sua proteção convidando-o para ficar em suas fortalezas caso não fosse mais seguro para ele permanecer na Saxônia por causa da ameaça de um banimento papal. Entre o Édito de Worms, em abril de 1521, e o retorno de Lutero do castelo de Wartburg, em março de 1522, uma disputa de poder se desenvolveu na região e que resultaria na Reforma através das diversas possibilidades em disputa e de como os reformados e reformadores deveriam seguir os ensinamentos de Lutero. Em Wittenberg cada parte interessada — príncipe, o conselho da cidade e a comuna — queriam ampliar sua influência sobre o governo da igreja de acordo com seus próprios valores e necessidades. Foi neste contexto que a questão da autoridade apareceu e a igreja fez o que pôde para traçar limites reafirmando sua autoridade na esfera espiritual e nos assuntos relacionados (como a estrutura da igreja). Esta divisão dos cristãos em esferas motivou Lutero a escrever sobre os "três muros" que os "romanistas" criaram para se proteger da reforma. Este é o tema de "À Nobreza Cristã da Nação Alemã".
Sob as circunstâncias da época, já complicadas pelo conflito entre os nobres alemães, Lutero publicou seu tratado em agosto de 1520 no qual entregou aos leigos, como padres espirituais, a reforma requerida por Deus, mas negligenciada pelo papa e pelo clero.

### Primeiro muro: poder espiritual sobre o temporal
O primeiro muro dos "romanistas" criticado por Lutero era a suposta divisão entre o estado temporal e o espiritual defendido pela Igreja Católica. Segundo Lutero, não há diferença nenhuma entre eles para além dos cargos que os administram. Ele elaborou ainda mais citando Pedro e o Apocalipse para sustentar que, através do batismo, todos são consagrados como padres e que os padres ordenados pela Igreja são apenas "funcionários", uma afirmação que tentava diminuir significativamente a autoridade da Igreja. Como exemplo, Lutero utiliza de uma parábola: "se dez irmãos, co-herdeiros por serem filhos do rei, tivessem que escolher um deles para governar sobre a herança, todos seriam igualmente reis e teriam poder equivalente mesmo tendo um deles sido ordenado para governar". A partir desta afirmação, Lutero defende que os cargos religiosos sejam detidos por oficiais eleitos afirmando que "se uma coisa é comum a todos, nenhum homem pode tomá-la para si sem o desejo e o comando da comunidade".
Desta forma, ao criticar este primeiro muro, Lutero estava tomando a autoridade da Igreja ao afirmar que todos são padres e dando mais autoridade para governar para a esfera temporal.

### Segundo muro: autoridade para interpretar as Escrituras
Na segunda parte de sua carta à nobreza cristã, Lutero debate sobre a autoridade exclusiva do papa para interpretar (ou confirmar uma interpretação) das Escrituras e aponta que o problema maior disto seria que não há provas disto. Com esta crítica, Lutero permitiu que os leigos tivessem um padrão para basear sua fé que não fosse a interpretação oficial, o que retirava ainda mais poder da Igreja na esfera espiritual. Porém, ao contrário da crítica ao primeiro muro, esta se transformou numa das bases da Reforma, a dispensa das regras e tradições da Igreja Católica: o padrão reformador seria a Bíblia e não dogmas da Igreja. A partir deste padrão os reformadores se basearam para formular as leis e regulamentos de sua fé.

### Terceiro muro: autoridade para convocar concílios
Esta parte final da carta de Lutero é a maior demonstração de seu desejo de ver a autoridade no controle sobre a esfera espiritual migrar para a esfera temporal. Segundo ele, a Igreja conseguia se proteger impedindo que qualquer outra pessoa que não o papa pudesse convocar um concílio para discutir assuntos espirituais. Lutero defendeu que qualquer um deveria ter a habilidade de fazê-lo se encontrasse um problema ou tivesse um tema importante para ser discutido na esfera espiritual. Além disto, Lutero afirma que as "autoridades temporais" são as mais adequadas para convocar concílios pois elas são formadas por "companheiros cristãos, companheiros padres, compartilhando um espírito e um poder em todas as coisas e [desta forma] elas devem exercer o cargo que receberam de Deus".
Porém, esta migração de poder para as autoridades temporais em assuntos de fé tornar-se-ia um grande problema mais tarde durante a Reforma. Diversos conflitos surgiram sobre quem teria o direito de interferir em assuntos de fé, como até que ponto seria aceitável que um governo impedisse a formação de uma nova religião. Um exemplo deste confronto é uma carta de um anônimo de Nuremberg intitulado "Se o Governo Secular tem o Direito de Brandir a Espada em Assuntos de Fé". O autor perguntou se a força militar empregada para impedir uma revolta com violência, aplicada pelo governo ou pela igreja, é a ação cristã esperada. Alguns acreditavam que a violência só gerava mais violência e que "aqueles que viverem pela espada morreriam pela espada"; outros acreditavam que era o dever da esfera secular proteger seu povo e impedir que novas religiões se formassem utilizando o Antigo Testamento como prova para suas afirmações, baseando-se, desta forma, em antigas tradições e na interpretação papal.

### Conclusão
Foi através das críticas a estes muros que Lutero acabou com o conceito de que a esfera espiritual era uma esfera distinta mais importante que a esfera temporal e conseguiu, desta forma, transferir o poder que até então era detido exclusivamente pela igreja para as autoridades seculares. Esta carta também acabou com a barreira entre as duas esferas e teve um impacto ainda maior sobre os leigos, dando-lhes o controle sobre sua própria fé à custa do controle exercido pelo papa e pela Igreja. A afirmação de que qualquer um era o seu próprio sacerdote teve forte impacto na Reforma e permitiu que Lutero avançasse sua ideia de uma fé baseada apenas nas Escrituras e que permitiria que os próprios fieis as interpretassem.